# Qualificazioni al campionato europeo di football americano Under-19 2015
Questa voce raccoglie un approfondimento sui risultati degli incontri e sulle classifiche per l'accesso alla fase finale del Campionato europeo di football americano Under-19 2015.

## Squadre partecipanti
Hanno partecipato alle partite di qualificazione 10 squadre:
| Pr. | Squadra       | Data di iscrizione | Partecipante in quanto | Ultima partecipazione ad un campionato europeo |
| --- | ------------- | ------------------ | ---------------------- | ---------------------------------------------- |
| 1   | Italia        |                    |                        |                                                |
| 2   | Serbia        |                    |                        |                                                |
| 3   | Spagna        |                    |                        |                                                |
| 4   | Gran Bretagna |                    |                        |                                                |
| 5   | Paesi Bassi   |                    |                        |                                                |
| 6   | Russia        |                    |                        |                                                |
| 7   | Francia       |                    |                        |                                                |
| 8   | Danimarca     |                    |                        |                                                |
| 9   | Svezia        |                    |                        |                                                |
| 10  | Finlandia     |                    |                        |                                                |

## Turno preliminare
| Bristol 11 aprile 2015, ore 14:00 | Gran Bretagna | 21 – 0 (5-0 7-0 0-0 9-0) | Russia | SGS College |

| Torino 12 aprile 2015, ore 13:30 | Italia | 9 – 0 (9-0 0-0 0-0 0-0) | Spagna | Stadio Primo Nebiolo |

## Tornei di qualificazione

### Gruppi
| Torneo di Pessac | Torneo di Vejle |
| ---------------- | --------------- |
| Italia           | Gran Bretagna   |
| Serbia           | Danimarca       |
| Paesi Bassi      | Finlandia       |
| Francia          | Svezia          |

### Tabelloni
|  | Semifinali  | Semifinali  | Semifinali |        |         | Finale          | Finale          | Finale          |  |
|  |             |             |            |        |         |                 |                 |                 |  |
|  | Francia     | Francia     | 35         |        |         |                 |                 |                 |  |
|  | Francia     | Francia     | 35         |        |         |                 |                 |                 |  |
|  | Italia      | Italia      | 0          |        |         |                 |                 |                 |  |
|  | Italia      | Italia      | 0          |        | Francia | Francia         | 48              |                 |  |
|  |             |             |            |        | Francia | Francia         | 48              |                 |  |
|  |             |             | Serbia     | Serbia | 0       |                 |                 |                 |  |
|  | Paesi Bassi | Paesi Bassi | Serbia     | Serbia | 0       | 0               |                 |                 |  |
|  | Paesi Bassi | Paesi Bassi |            |        |         | 0               |                 |                 |  |
|  | Serbia      | Serbia      | 3          |        |         | Finale 3º posto | Finale 3º posto | Finale 3º posto |  |
|  | Serbia      | Serbia      | 3          |        |         |                 |                 |                 |  |
|  |             |             |            |        |         |                 |                 |                 |  |
|  |             |             |            |        |         | Italia          | Italia          | 12              |  |
|  |             |             |            |        |         | Italia          | Italia          | 12              |  |
|  |             |             |            |        |         | Paesi Bassi     | Paesi Bassi     | 7               |  |

|  | Semifinali    | Semifinali    | Semifinali |        |           | Finale          | Finale          | Finale          |  |
|  |               |               |            |        |           |                 |                 |                 |  |
|  | Danimarca     | Danimarca     | 31         |        |           |                 |                 |                 |  |
|  | Danimarca     | Danimarca     | 31         |        |           |                 |                 |                 |  |
|  | Gran Bretagna | Gran Bretagna | 19         |        |           |                 |                 |                 |  |
|  | Gran Bretagna | Gran Bretagna | 19         |        | Danimarca | Danimarca       | 31              |                 |  |
|  |               |               |            |        | Danimarca | Danimarca       | 31              |                 |  |
|  |               |               | Svezia     | Svezia | 0         |                 |                 |                 |  |
|  | Svezia        | Svezia        | Svezia     | Svezia | 0         | 12              |                 |                 |  |
|  | Svezia        | Svezia        |            |        |           | 12              |                 |                 |  |
|  | Finlandia     | Finlandia     | 0          |        |           | Finale 3º posto | Finale 3º posto | Finale 3º posto |  |
|  | Finlandia     | Finlandia     | 0          |        |           |                 |                 |                 |  |
|  |               |               |            |        |           |                 |                 |                 |  |
|  |               |               |            |        |           | Gran Bretagna   | Gran Bretagna   | 15              |  |
|  |               |               |            |        |           | Gran Bretagna   | Gran Bretagna   | 15              |  |
|  |               |               |            |        |           | Finlandia       | Finlandia       | 21              |  |

### Risultati

#### Torneo di Pessac

##### Semifinali
| Pessac 8 maggio 2015, ore 14:00 | Francia | 35 – 0 (7-0 14-0 0-0 14-0) | Italia | Stade Bougnard |

| Pessac 8 maggio 2015, ore 20:00 | Paesi Bassi | 0 – 3 (0-0 0-3 0-0 0-0) | Serbia | Stade Bougnard |

##### Finali

###### Finale 3º - 4º posto
| Pessac 10 maggio 2015, ore 10:00 | Paesi Bassi | 7 – 12 (0-0 0-12 7-0 0-0) | Italia | Stade Bougnard |

###### Finale
| Pessac 10 maggio 2015, ore 14:30 | Francia | 49 – 0 (7-0 14-0 21-0 7-0) | Serbia | Stade Bougnard |

#### Torneo di Vejle

##### Semifinali
| Vejle 8 maggio 2015, ore 17:00 | Danimarca | 31 – 19 (10-0 0-7 7-0 14-12) | Gran Bretagna | Vejle Atletikstadion |

| Vejle 8 maggio 2015, ore 20:00 | Svezia | 12 – 0 (0-0 12-0 0-0 0-0) | Finlandia | Vejle Atletikstadion |

##### Finali

###### Finale 3º - 4º posto
| Vejle 10 maggio 2015, ore 10:00 | Finlandia | 21 – 15 (7-6 0-0 0-9 14-0) | Gran Bretagna | Vejle Atletikstadion |

###### Finale
| Vejle 10 maggio 2015, ore 13:30 | Danimarca | 31 – 0 (15-0 0-0 0-0 16-0) | Svezia | Vejle Atletikstadion |

### Verdetti
- Francia e Danimarca ammesse al Campionato europeo di football americano Under-19 2015.